# Trofeo 75 Aniversario del Club Deportivo Tenerife
El Trofeo 75 Aniversario del CD Tenerife fue un torneo amistoso de fútbol organizado por el CD Tenerife, para celebrar los 75 años de historia de la creación del club tinerfeño.
El torneo se jugó en formato de triangular, disputándose tres encuentros, en los días 17, 18 y 19 de agosto de 1997. 
Los clubes invitados fueron, el Club Atlético de Madrid (España), el Werder Bremen (Alemania) y el equipo anfitrión homenajeado, el CD Tenerife (España). El campeón del trofeo fue el equipo rojiblanco de Madrid al empatar con el CD Tenerife a 3 puntos en los encuentros disputados, siendo la diferencia de goles lo que le adjudicó el torneo.

## Partidos disputados
| Fecha                | 1º equipo     | Marcador | 2º equipo          |
| -------------------- | ------------- | -------- | ------------------ |
| 17 de agosto de 1997 | CD Tenerife   | 4-0      | Werder Bremen      |
| 18 de agosto de 1997 | Werder Bremen | 0-8      | Atlético de Madrid |
| 19 de agosto de 1997 | CD Tenerife   | 1-1      | Atlético de Madrid |

## Clasificación final
| Puesto | Equipo             | J | G | E | P | GF | GC | Puntos   |
| ------ | ------------------ | - | - | - | - | -- | -- | -------- |
| 1º     | Atlético de Madrid | 2 | 1 | 1 | 0 | 9  | 1  | 3 puntos |
| 2º     | CD Tenerife        | 2 | 1 | 1 | 0 | 5  | 1  | 3 puntos |
| 3º     | Werder Bremen      | 2 | 0 | 0 | 2 | 0  | 12 | 0 puntos |